# Comunicações na Suíça
A rede de telecomunicações da Suíça é formada por empresas com amplas redes extensivas a cabo e por rádio via microondas. O país também faz parte da rede de satélites INTELSAT 2, que abrange o Oceano Atlântico e Oceano Índico.
- Telefones: 
  - Fixos: 5,419 milhões (2002)
  - Celulares: 6,172 milhões (2003)
  - Código do país: 41

- Estações de rádio:
  - AM: 4
  - Ondas curtas: 2 (1998)

O país também possui muitas estações de baixa potência. 
- Estações de televisão:
  - Total: 115, tendo 1919 repetidoras (1995)

- Internet:
  - Código do país na Internet: ch
  - Número de sites: 667.275 (2004)
  - Usuários: 2,556 milhões (2002)